# 마이크로키니

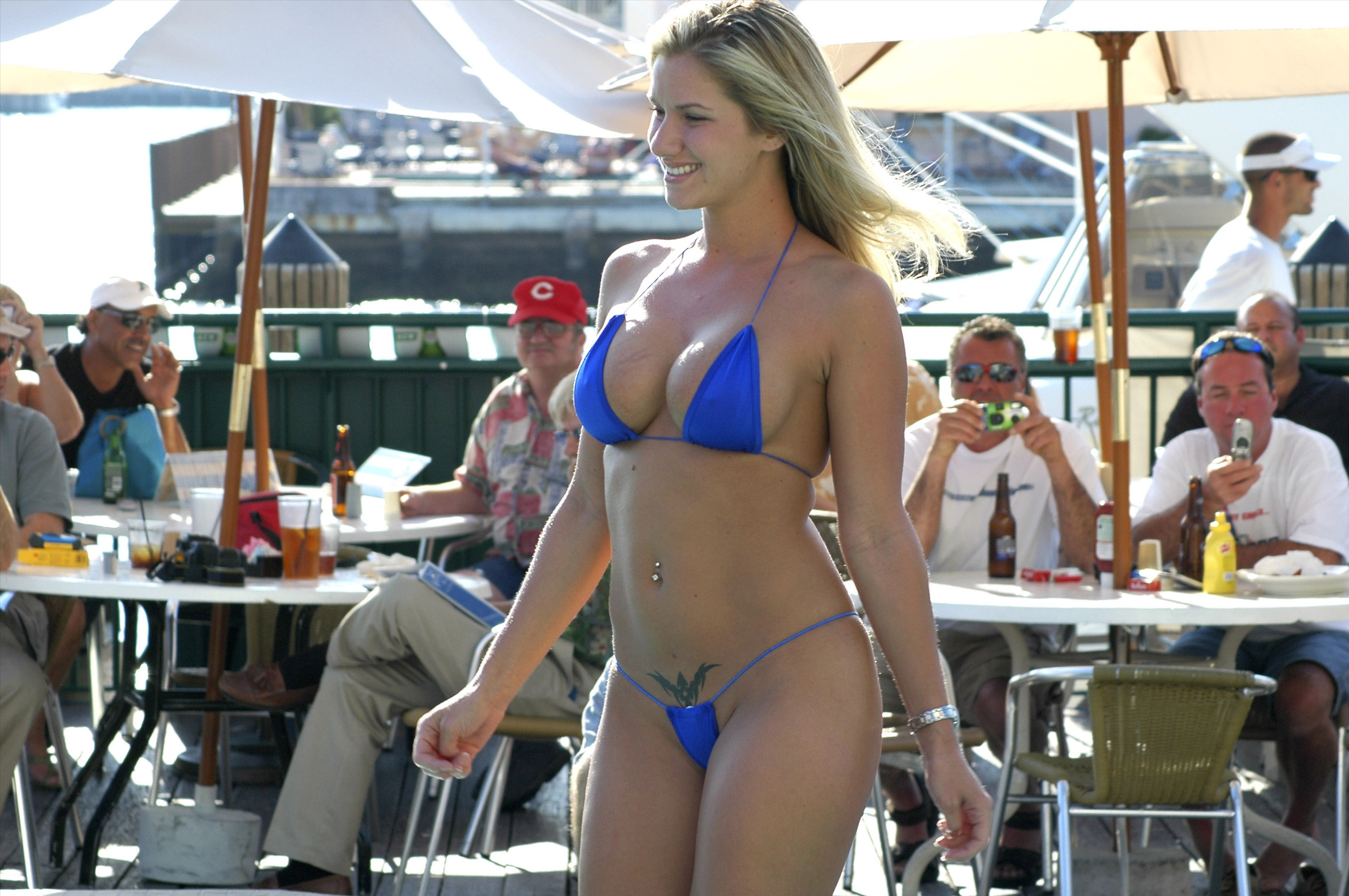
마이크로키니

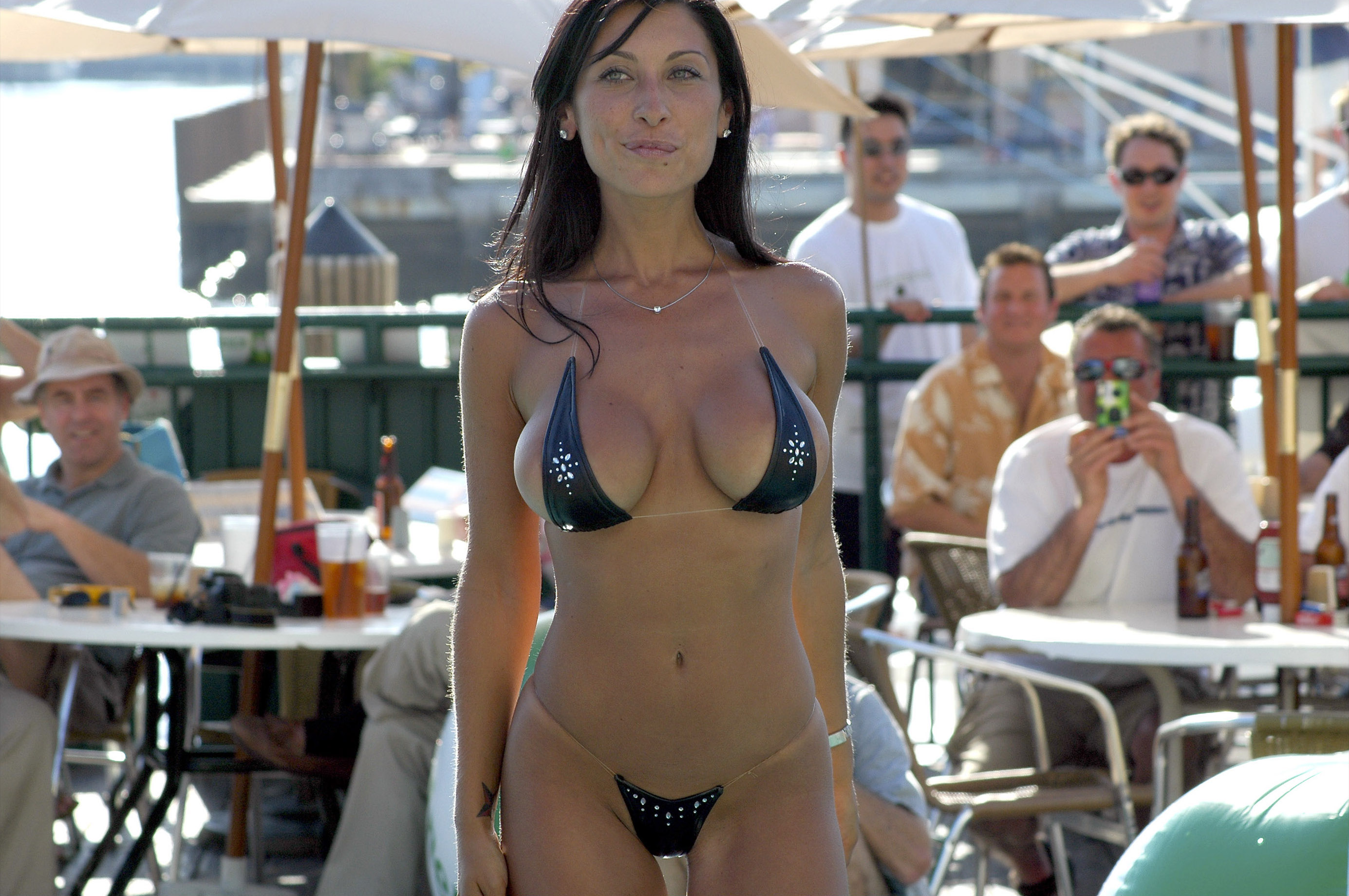
마이크로키니

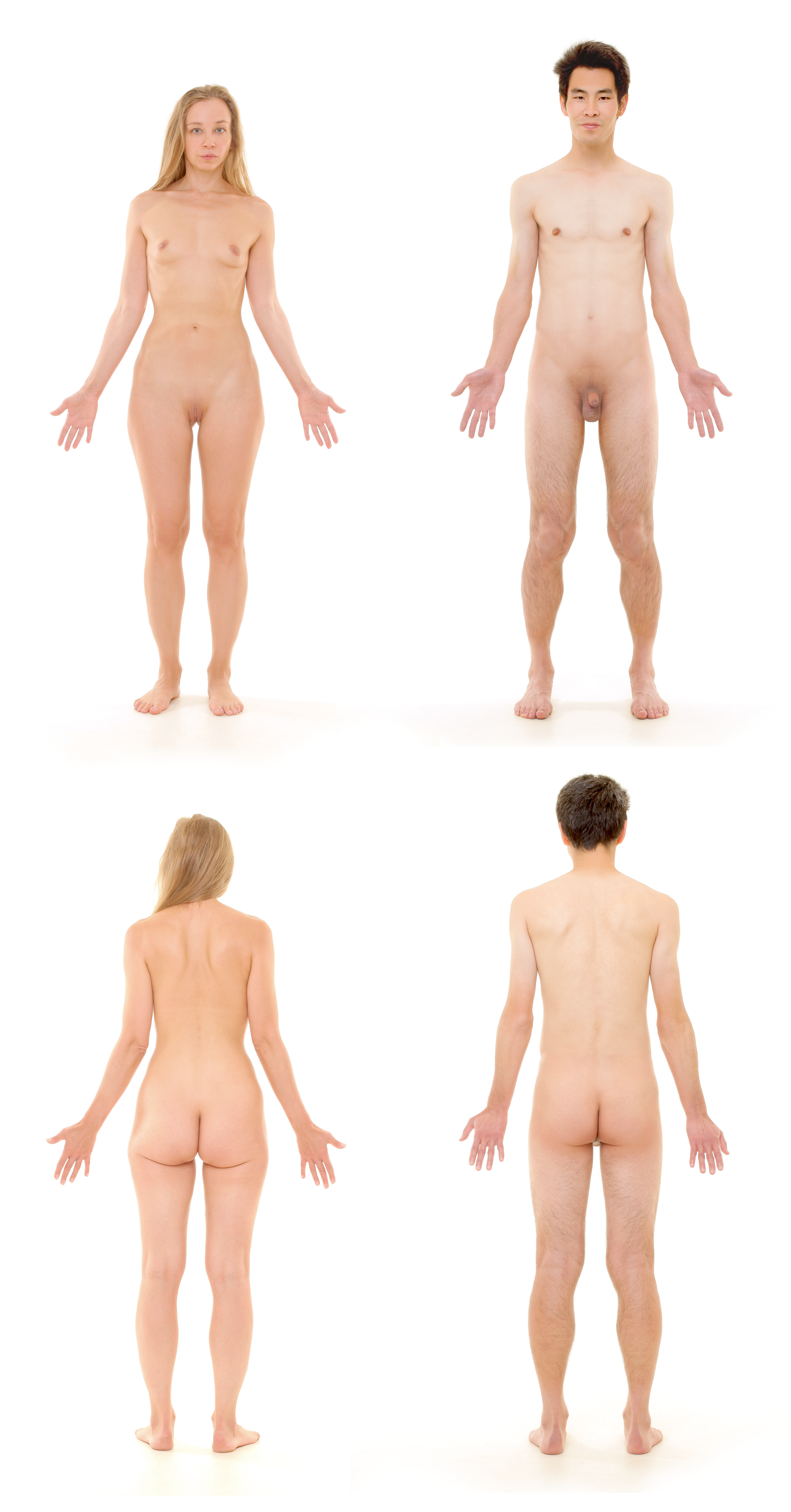
하얀색 마이크로키니

마이크로키니(영어: Microkini)는 착용자의 음부만 덮도록 디자인된 수영복으로서 비키니의 일종이다. 열대 지방에 거주하던 원주민들이 착용하던 아주 작은 의류를 바탕으로 형성되었으며 폭이 좁은 T팬티나 성기를 덮을 만한 G스트링이 일반적이다.
1970년대 초반에 미국 캘리포니아주 로스앤젤레스에 위치한 베니스의 해변에서 알몸으로 다니는 것을 금지하는 법률이 제정되면서 해변의 단골 손님들은 새로운 법에 적응하기 위해 작은 수영복을 만들기 시작했는데 이것이 마이크로키니의 효시이다. 수제 수영복은 너무 작거나 옷감의 재사용 등으로 인해 질적으로 떨어지는 경우가 있었다. 1975년경부터 지역 비키니 점포가 이러한 생각을 수용하면서 현대적인 소재를 사용한 보다 실용적인 스타일을 가진 수영복을 생산하기 시작했다.
마이크로키니는 나체주의와 기존의 수영복의 중간에 위치하고 있으며 법적인 규제 안에서 최대한 도발적인 수영복으로 발전했다. 1990년대 이후에는 세계 각지의 의류 회사에서 마이크로키니를 생산하고 있다.